# 1962年のバレーボール
1962年のバレーボール（1962ねんのバレーボール）では、1962年（昭和37年）のバレーボール関連の出来事をまとめる。

## できごと
- 6月4日～7日 - 第59次IOC総会がモスクワで開催。東京五輪に限り、女子バレーボールの参加を認めると決定。
- 三洋電機大阪女子バレーボール部（現・三洋電機レッドソア）が創部。
- カタールバレーボール協会が設立。
- ソビエト連邦・モスクワにて第5回バレーボール世界選手権男子大会、第4回女子大会が開催。男子はソビエト連邦が2連覇、女子は日本が初優勝を飾った。
- インドネシア・ジャカルタにて第4回アジア競技大会が開催。本大会より女子バレーボールが正式種目に採用され、6人制、9人制ともに日本が男女で優勝を飾った。

## 国際大会
- 世界選手権（ソビエト・モスクワ）
  - 男子（10月16日-26日）
    - 金メダル： ソビエト連邦
    - 銀メダル： チェコスロバキア
    - 銅メダル： ルーマニア

  - 女子（10月13日-26日）
    - 金メダル： 日本
    - 銀メダル： ソビエト連邦
    - 銅メダル： ポーランド

- アジア競技大会
  - 男子6人制
    - 金メダル： 日本
    - 銀メダル： インド
    - 銅メダル： パキスタン

  - 女子6人制
    - 金メダル： 日本
    - 銀メダル： 韓国
    - 銅メダル： インドネシア

  - 男子9人制
    - 金メダル： 日本
    - 銀メダル： 韓国
    - 銅メダル： フィリピン

  - 女子9人制
    - 金メダル： 日本
    - 銀メダル： 韓国
    - 銅メダル： インドネシア

## 国内大会

### 日本
- 全日本総合選手権
  - 男子6人制
    - 決勝：東洋レーヨン九鱗会 3-2 八幡製鉄

  - 女子6人制
    - 決勝：日紡貝塚 3-0 全ヤシカ

  - 男子9人制
    - 決勝：帝人三原 2-1 シチズン淀橋

  - 女子9人制
    - 決勝：帝人名古屋 3-1 日清紡島田

- 第11回全日本都市対抗
  - 男子
    - 1位：日本鋼管
    - 2位：松下電器
    - 3位：八幡製鉄、東洋レーヨン九鱗会

  - 女子
    - 1位：日紡貝塚
    - 2位：倉紡倉敷
    - 3位：鐘紡四日市、ヤシカ本社

## 誕生
- 5月1日 - ポーラ・ワイショフ
- 9月22日 - 増成一志
- 11月25日 - アンドレア・ルケッタ
- 12月14日 - 小高笑子